# Baabe
Baabe é um município da Alemanha localizado no distrito de Vorpommern-Rügen, estado de Mecklemburgo-Pomerânia Ocidental.
É membro e sede do Amt de Mönchgut-Granitz.